# Trafalgar (Indiana)
Trafalgar es un pueblo ubicado en el condado de Johnson en el estado estadounidense de Indiana. En el Censo de 2010 tenía una población de 1101 habitantes y una densidad poblacional de 161,14 personas por km².

## Geografía
Trafalgar se encuentra ubicado en las coordenadas 39°24′48″N 86°8′59″O / 39.41333, -86.14972. Según la Oficina del Censo de los Estados Unidos, Trafalgar tiene una superficie total de 6.83 km², de la cual 6.83 km² corresponden a tierra firme y (0%) 0 km² es agua.

## Demografía
Según el censo de 2010, había 1101 personas residiendo en Trafalgar. La densidad de población era de 161,14 hab./km². De los 1101 habitantes, Trafalgar estaba compuesto por el 96.28% blancos, el 0.91% eran afroamericanos, el 0.91% eran amerindios, el 0.54% eran asiáticos, el 0% eran isleños del Pacífico, el 0.27% eran de otras razas y el 1.09% pertenecían a dos o más razas. Del total de la población el 1% eran hispanos o latinos de cualquier raza.